# Пятнадцать тысяч рублей
Пятна́дцать ты́сяч рубле́й (15 000 рубле́й) — денежный знак, выпускавшийся в 1923 году на территории СССР.

## История
Денежные знаки столь крупного номинала печатались в СССР в связи с гиперинфляцией. Они имели параллельное хождение с червонцами. 15 000 рублей выпускались в виде банкноты. Долго банкноты данного номинала в обращении не были, они были отменены в 1924 году, в связи с денежной реформой 1924 года.

## Характеристики банкноты
| Изображение     | Изображение       | Размеры (мм) | Основной цвет | Описание                                                                          | Описание                                               | Описание            | Дата выхода |
| Лицевая сторона | Оборотная сторона | Размеры (мм) | Основной цвет | Лицевая сторона                                                                   | Оборотная сторона                                      | Водяной знак        | Дата выхода |
| --------------- | ----------------- | ------------ | ------------- | --------------------------------------------------------------------------------- | ------------------------------------------------------ | ------------------- | ----------- |
|                 |                   | 155×79       | розовый       | Герб СССР, номинал цифрами и прописью, пояснительные надписи, профиль крестьянина | Номинал цифрами и прописью на языках союзных республик | Профиль крестьянина | 1923        |